# Gerhard Prudlo
Gerhard Prudlo (* 19. April 1944) ist ein ehemaliger deutscher Fußballspieler.

## Werdegang
Der Mittelfeldspieler Prudlo bestritt am 3. März 1963 ein Spiel seines Vereins 1. FC Nürnberg in der Oberliga Süd gegen den SSV Reutlingen 05. Es blieb sein einziger Oberligaeinsatz.